# Syrniki

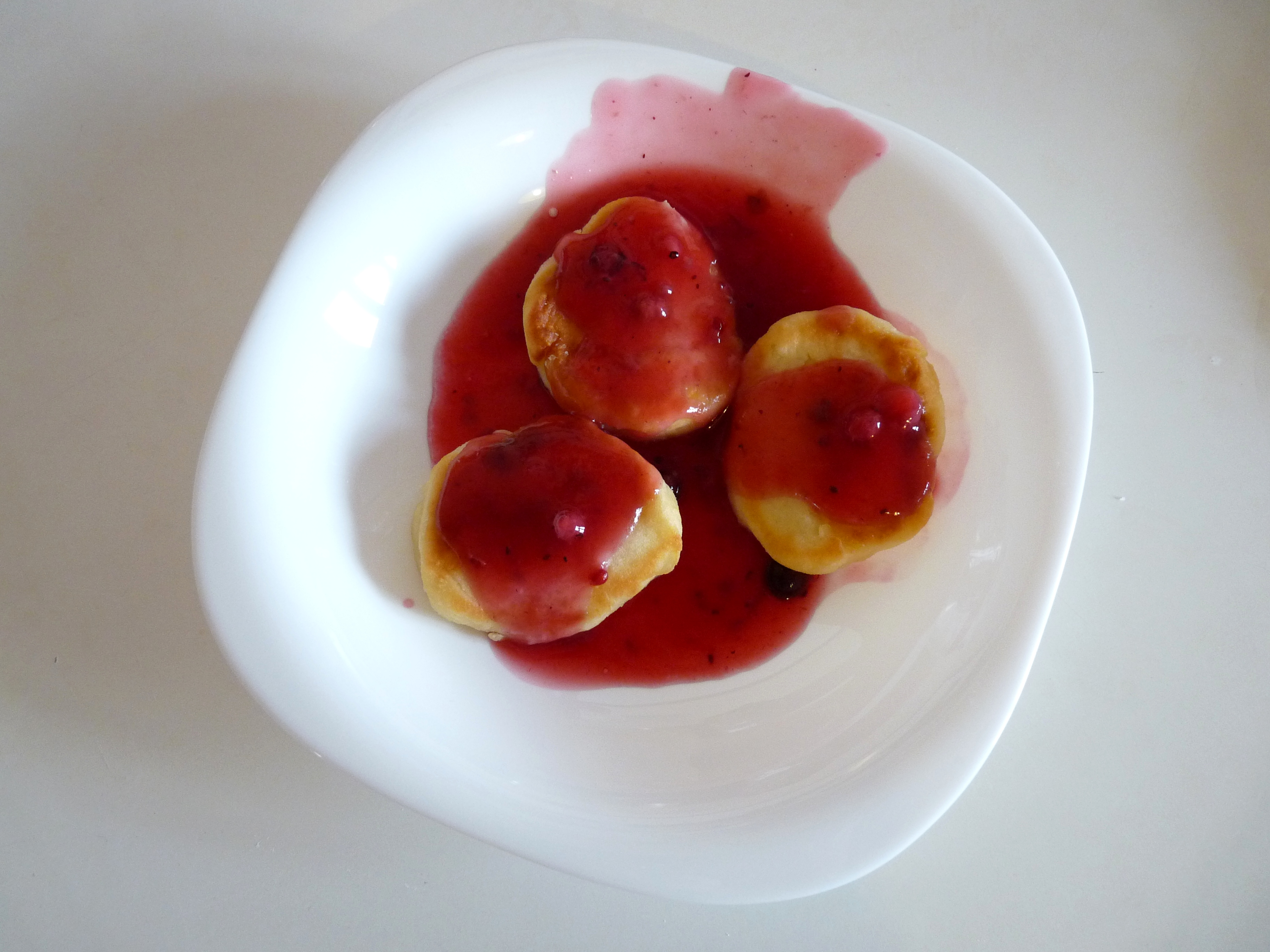
Syrniki avec du kissel.

Les syrnyki (en russe : сы́рники, en ukrainien : сирники, en biélorusse : сырнікі) sont un mets de la cuisine russe, ukrainienne et biélorusse, populaire dans toute Europe de l'Est du fait d'ingrédients bon marché et d'une préparation simple. 
Il s'agit d'une sorte de beignet à base de fromage frais, de farine et d'œufs, agrémenté parfois de crème fraîche (smetana), de confiture, de miel, de compote de pommes ou encore de kissel. 

## Étymologie
Syrnik (au singulier) dérive du mot slave syr (russe : сыр, ukrainien : сир, biélorusse : сыр), qui signifie « fromage », même s'il désigne aujourd'hui dans ces trois langues tout fromage à pâte dure, plutôt que le fromage blanc nécessaire à la confection des syrniki, appelé lui tvaroh, twaróg ou творог.

## Histoire
Les syrniki proviennent de la cuisine paysanne traditionnelle. Les ingrédients requis laissent supposer qu'ils sont connus depuis longtemps : l'historien Lubor Niederle (en) fait en effet remonter l'utilisation de fromage blanc par les populations slaves aux Xe et XIIe siècles. Les syrniki sont mentionnés dans les livres de cuisine ukrainiens des XVIIIe et XIXe siècles.

## Description

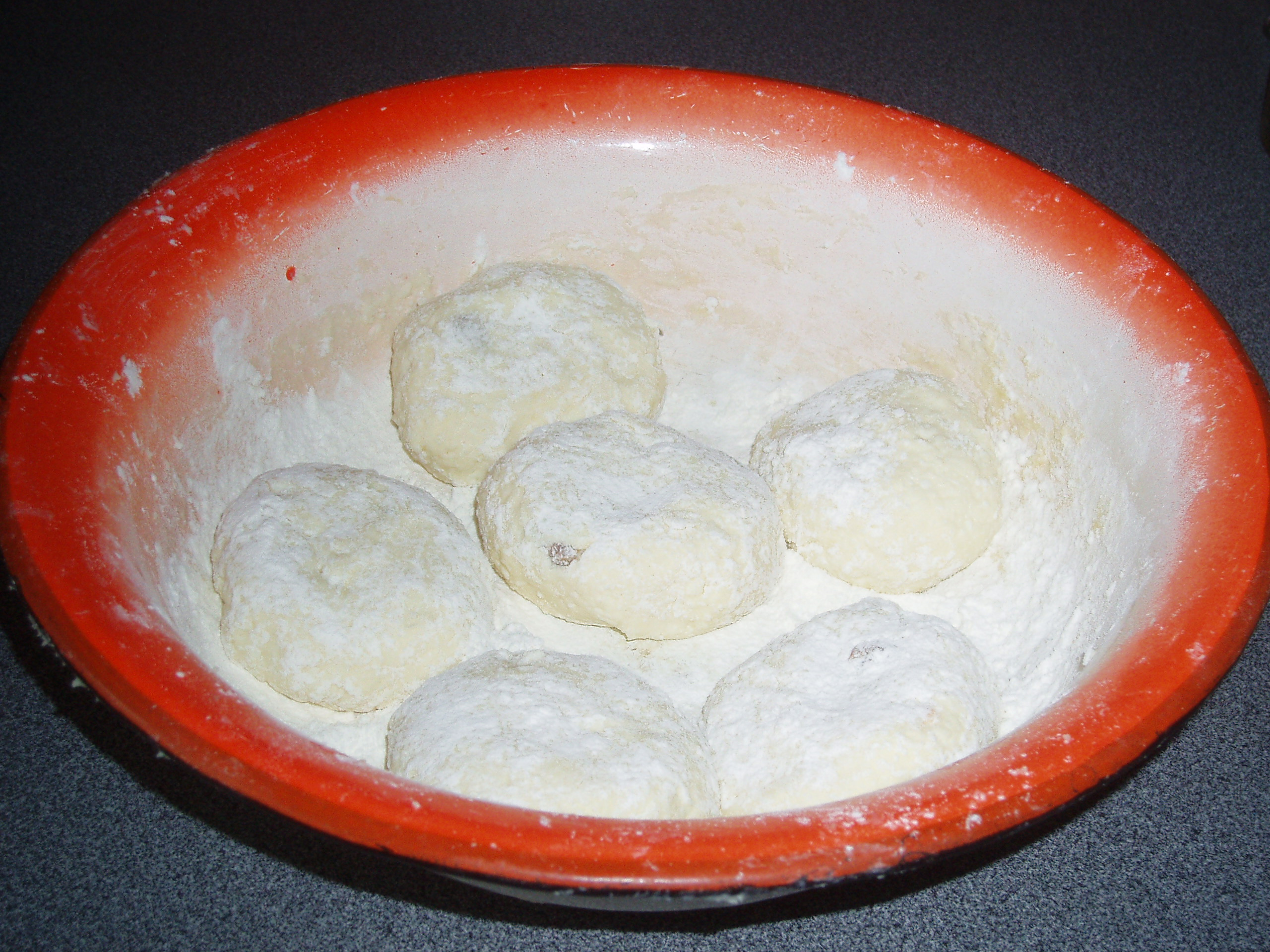
Confection de syrniki.

Les syrniki sont faits à partir de fromage frais mélangé à de la farine, des œufs et du sucre, parfois avec de l'extrait de vanille. Un fromage blanc plutôt sec doit être utilisé, ce qui est le cas du tvorog ; il peut cependant être remplacé par de la faisselle égouttée, voire de la ricotta, du havarti ou du mascarpone. Le mélange pâteux est roulé en forme de gâteaux, et frit dans de l'huile végétale ou du beurre (variante privilégiée en Ukraine). L'extérieur forme une croûte, tandis que l'intérieur reste chaud et crémeux.
Les syrniki sont plutôt consommés au petit déjeuner ou comme dessert, de préférence immédiatement après la cuisson. On les sert volontiers avec du miel, de la confiture, de la crème, ou d'autres accompagnements.
En Europe de l'Est, la grande distribution commercialise des syrniki prêts à être frits, et c'est également un mets classique de la restauration rapide.
Certains blinis et gâteaux au fromage blanc sont parfois aussi appelés syrniki.

### Variantes

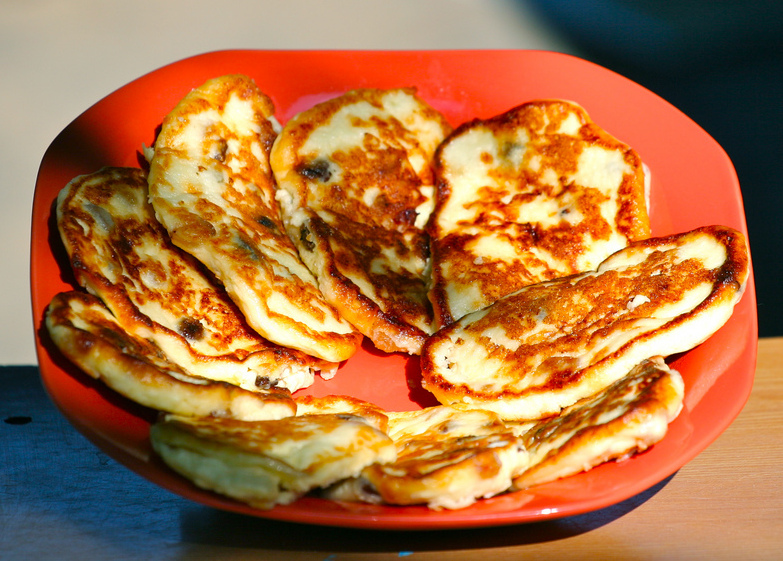
Syrniki.

Il existe de nombreuses recettes de syrniki. Ils peuvent ainsi n'être pas frits dans une poêle beurrée mais cuits au four. La proportion de farine peut varier, et certaines recettes la remplacent par de la semoule. Mais la variante la plus notable porte sur la quantité de fromage blanc.
En Ukraine, il est très populaire d'incorporer aux syrniki des fruits secs (raisins, voire abricots ou pruneaux). Selon d'autres traditions, les syrniki sont consommés avec des légumes : en Biélorussie avec des pommes de terre, en Russie avec des carottes. En Pologne, le sernik fait plutôt penser à un cheesecake.

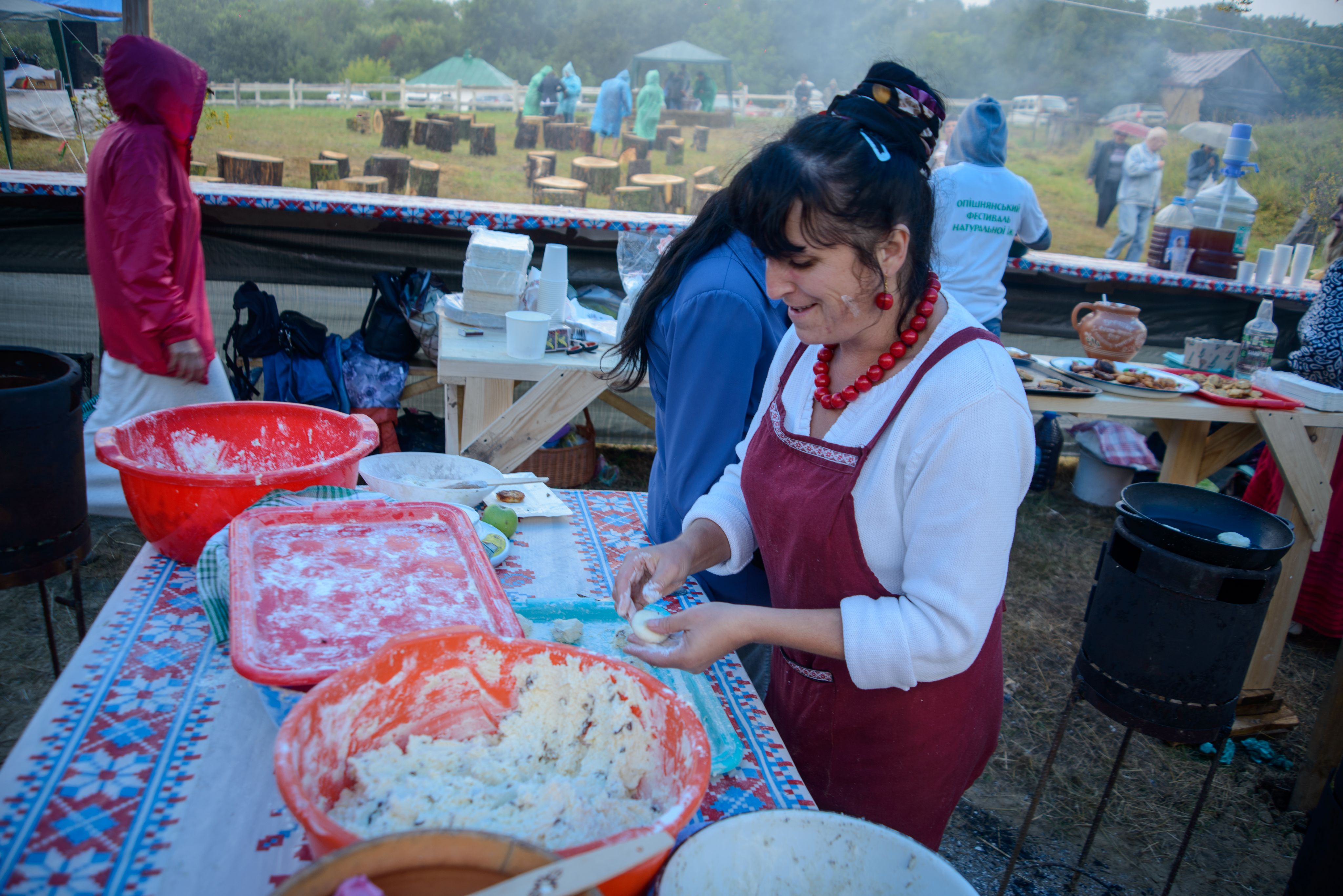
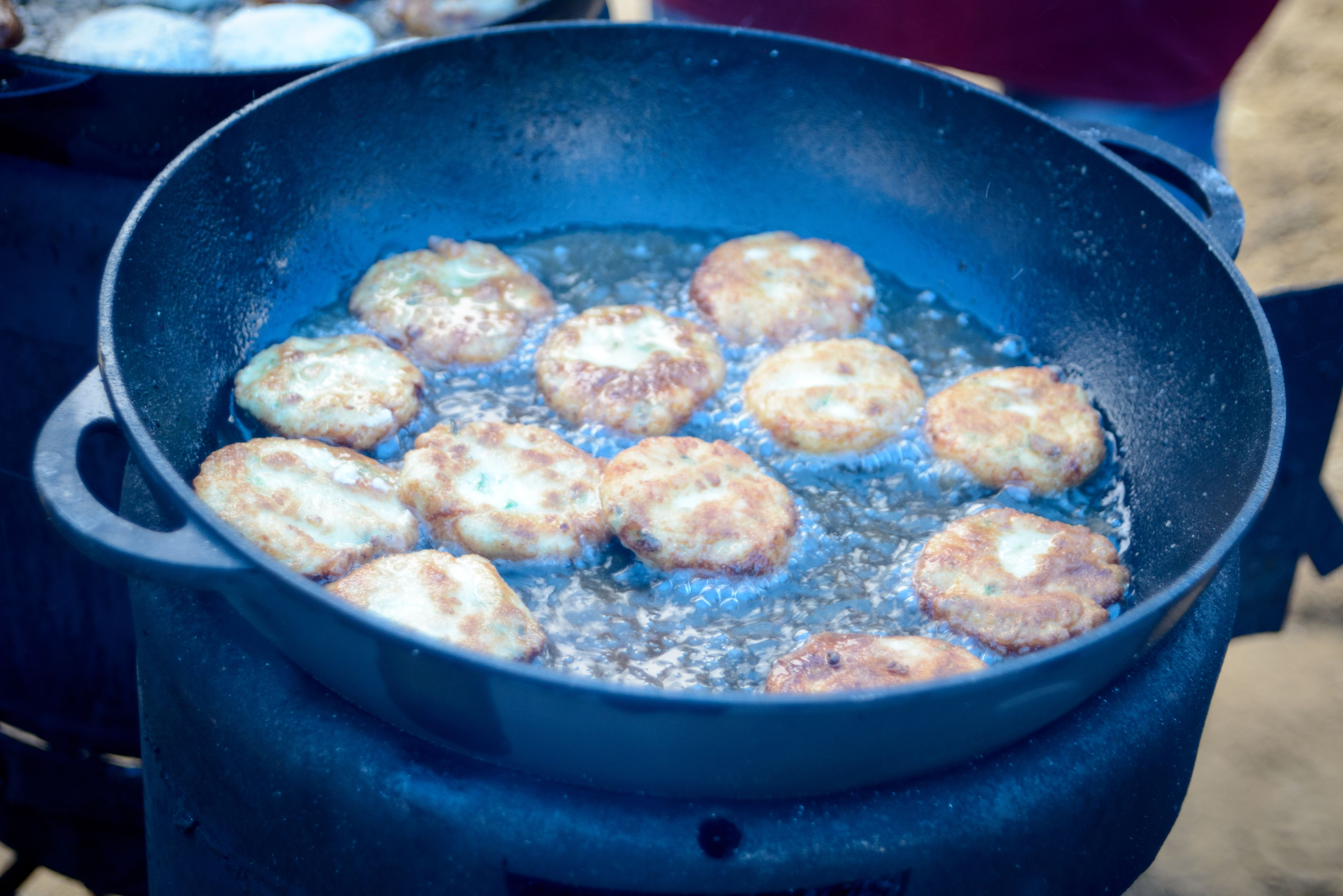
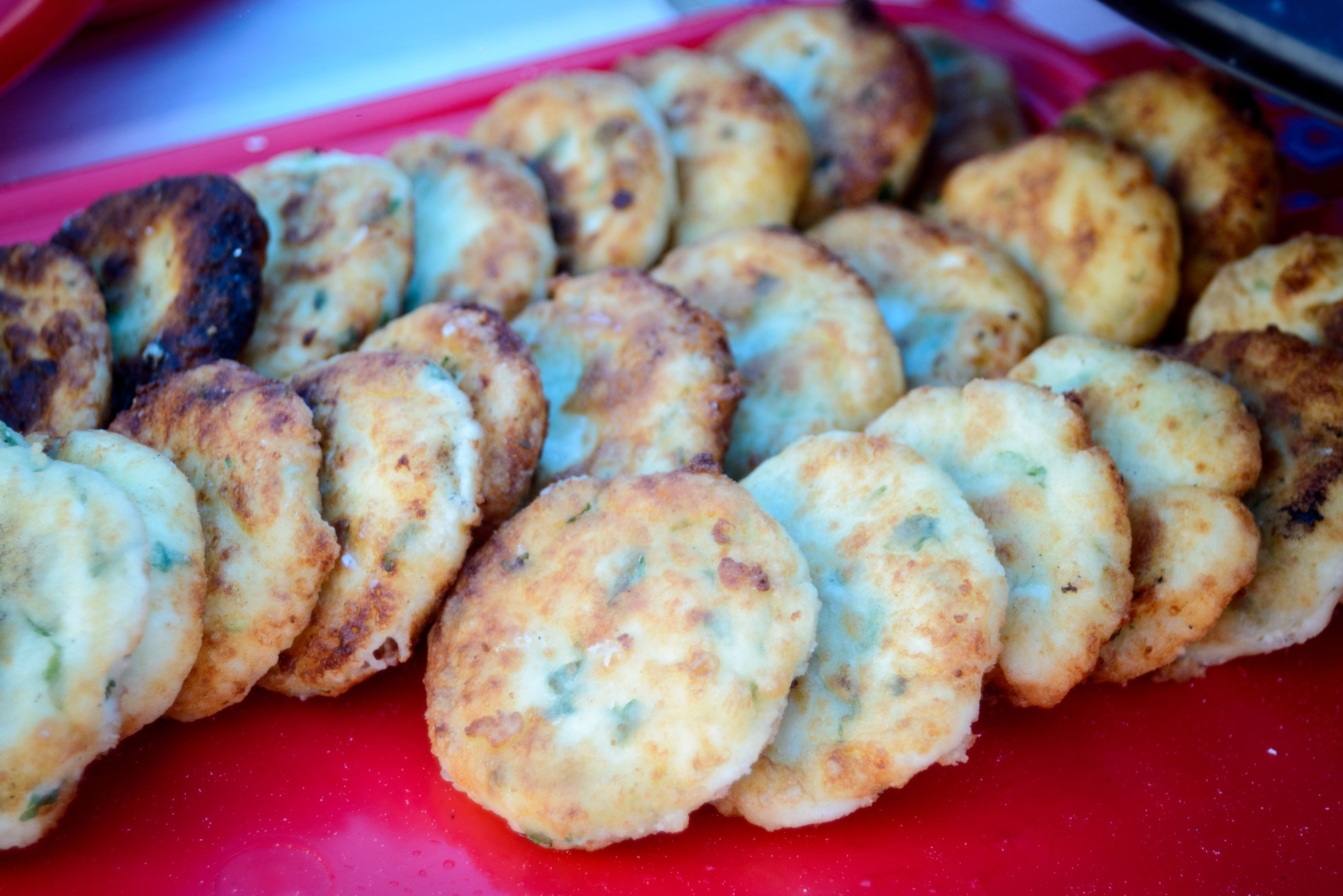
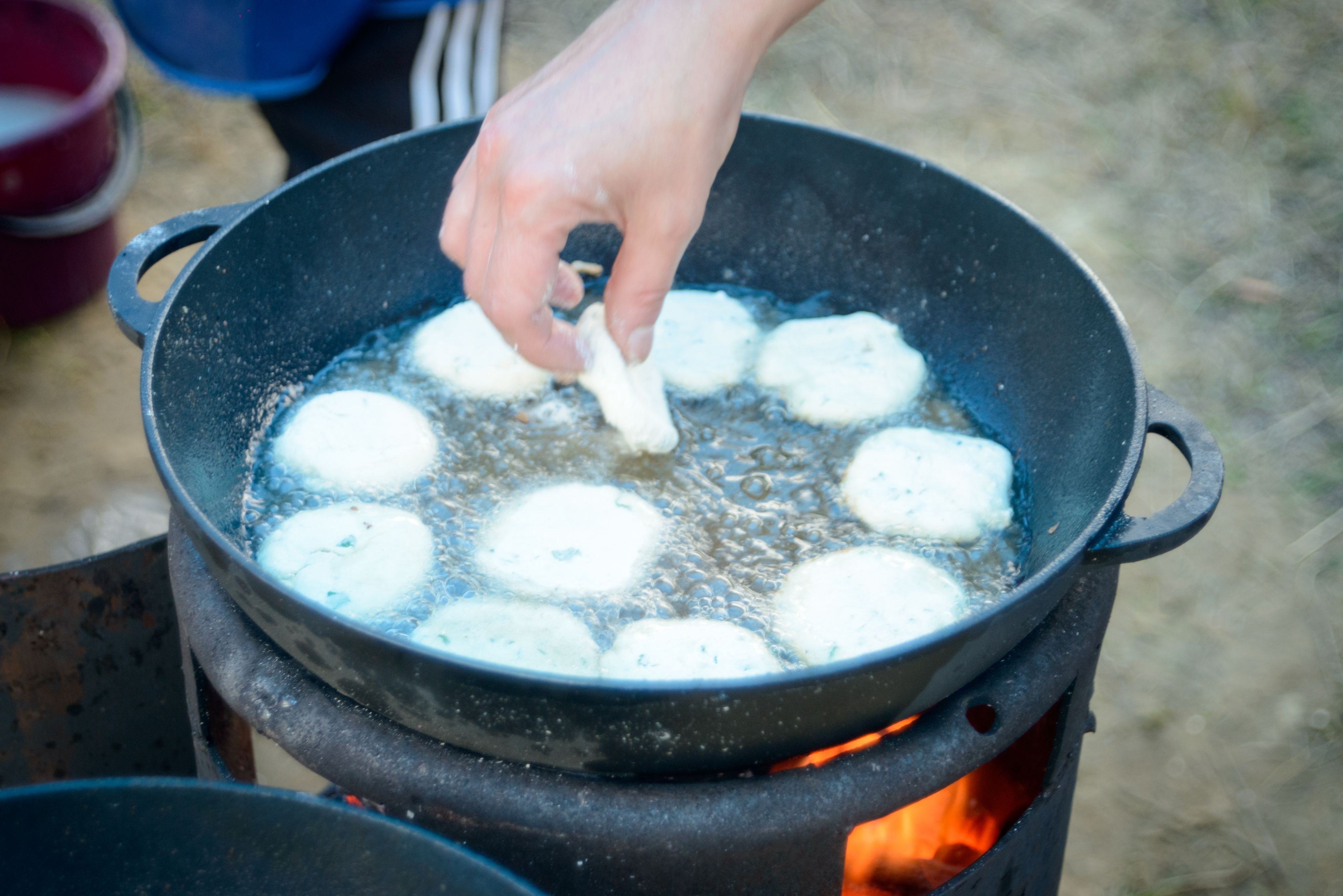
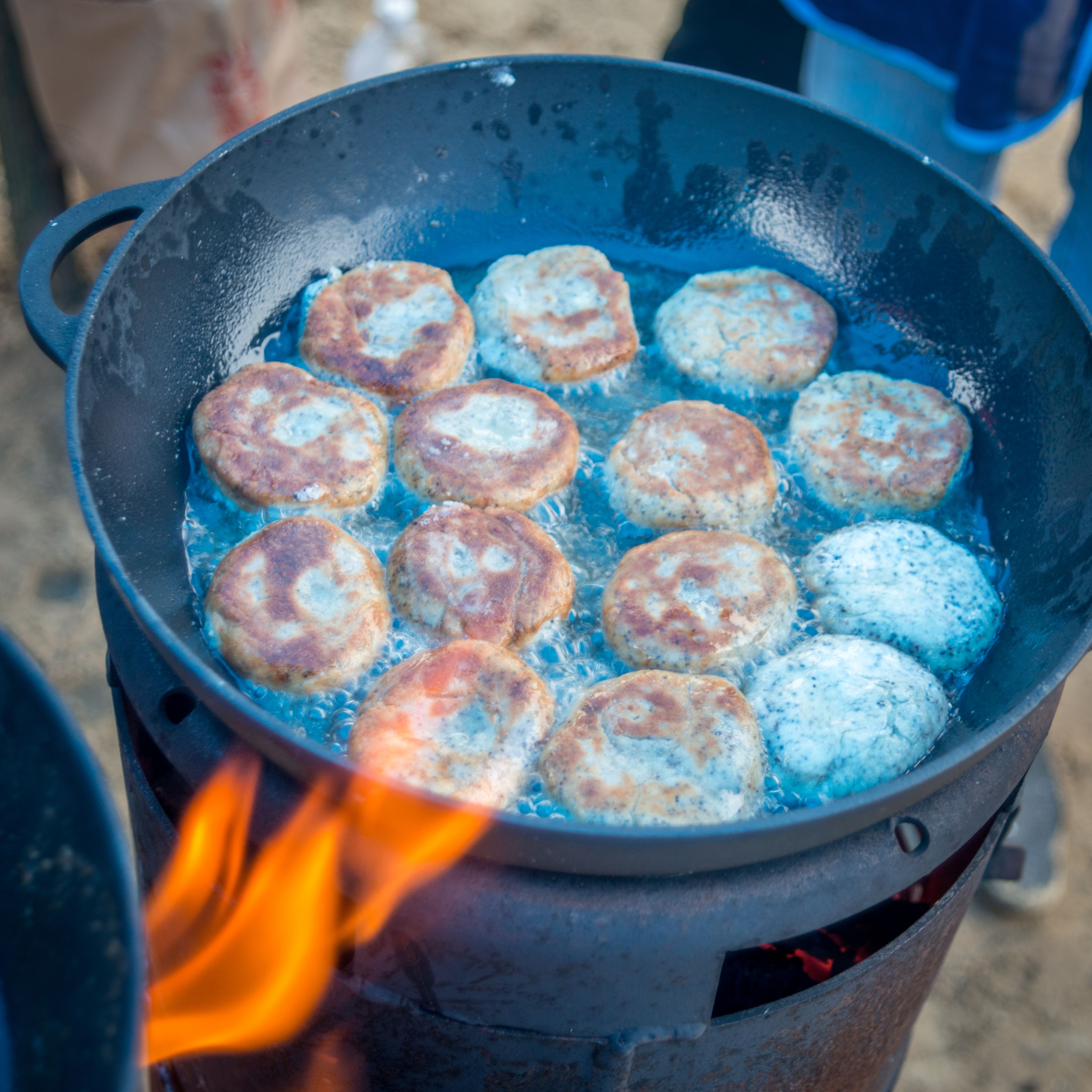
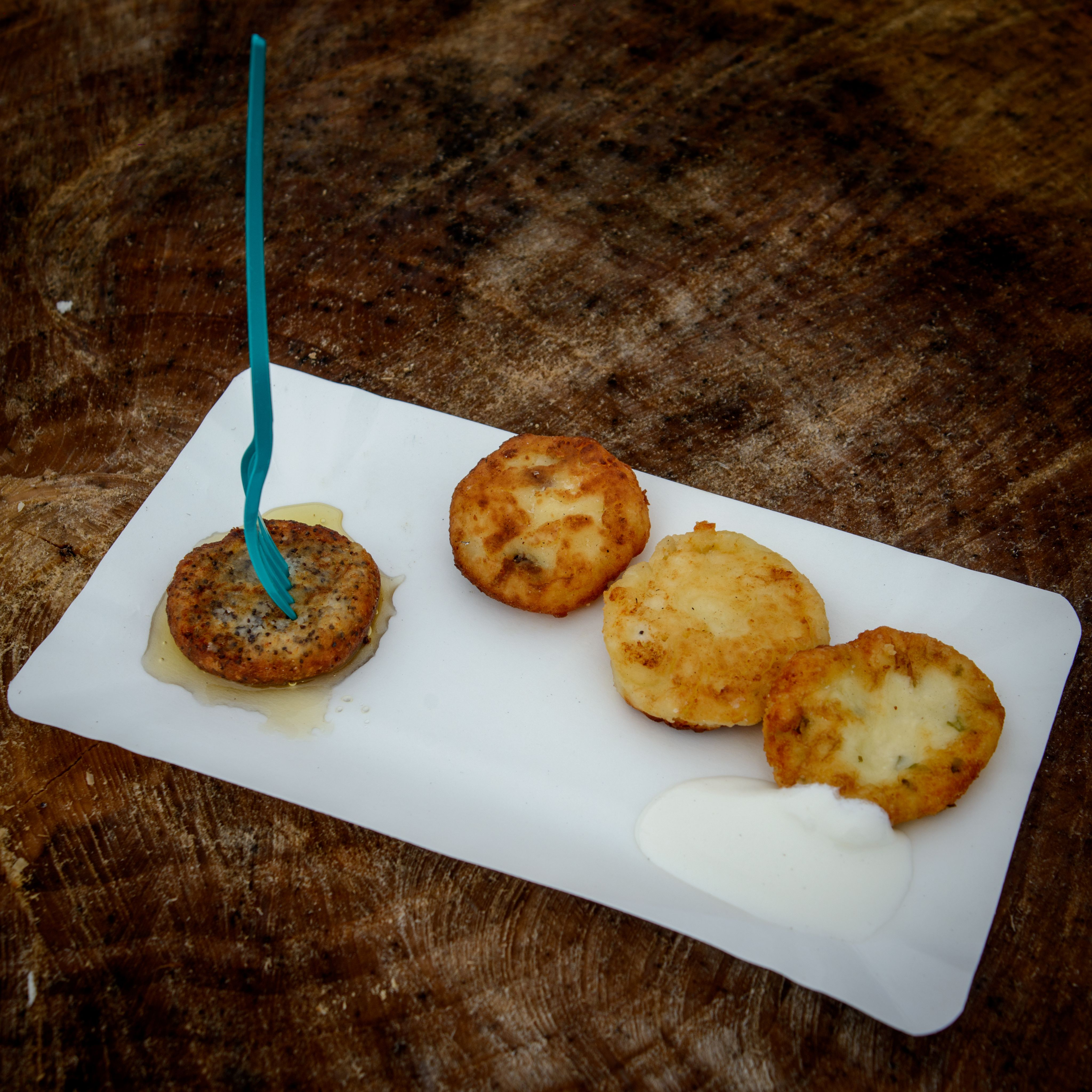